# 멜 퍼레어
멜키오 개스턴 "멜" 퍼레어(영어: Melchior Gastón "Mel" Ferrer, 1917년 8월 25일 ~ 2008년 6월 2일)는 미국의 배우이자 영화 감독, 영화 프로듀서이다. 영국의 배우이자 자선가인 오드리 헵번의 첫 번째 남편이다.

## 영화
- 릴리 (1953년 영화)
- 전쟁과 평화 (1956년 영화)
- 지상 최대의 작전 (영화)
- 샤레이드
- 로마 제국의 멸망
- 어두워질 때까지
- 홀로코스트 2
- 릴리 마를렌 (영화)

## 텔레비전
- 형사 콜롬보
- 하와이 파이브-O
- 원더우먼 (1975년 드라마)
- 댈러스 (1978년 드라마)
- 제시카의 추리극장
- 예카테리나 대제 (영화)

## 다이얼로그 코치
- 루이지애나 헤이라이드